# ジェルソン・フェルナンデス
ジェルソン・タヴァレス・フェルナンデス（Gelson Tavares Fernandes, 1986年9月2日 - ）は、カーボベルデ・プライア出身の元スイス代表サッカー選手。現役時代のポジションはミッドフィールダー。
ポルトガル代表MFマヌエル・フェルナンデスとエジミウソン・フェルナンデスはいとこ。

## 経歴
2007年8月22日親善試合オランダ戦でスイス代表初出場を果たした。2009年3月28日のモルドバ戦で代表初得点を記録。2010 FIFAワールドカップグループリーグ初戦のスペイン戦で決勝点を挙げ、大会選定のマンオブザマッチに選出された。

## 代表歴

### 出場大会
- スイス代表
  - 2010 FIFAワールドカップ
  - 2014 FIFAワールドカップ
  - 2018 FIFAワールドカップ

### 試合数
- 国際Aマッチ 67試合 2得点（2007年-2018年）[1]

| スイス代表 | 国際Aマッチ | 国際Aマッチ |
| 年         | 出場        | 得点        |
| ---------- | ----------- | ----------- |
| 2007       | 4           | 0           |
| 2008       | 11          | 0           |
| 2009       | 6           | 1           |
| 2010       | 10          | 1           |
| 2011       | 6           | 0           |
| 2012       | 4           | 0           |
| 2013       | 5           | 0           |
| 2014       | 4           | 0           |
| 2015       | 3           | 0           |
| 2016       | 9           | 0           |
| 2017       | 2           | 0           |
| 2018       | 3           | 0           |
| 通算       | 67          | 2           |

## タイトル

### クラブ
FCシオン
- スイス・カップ 2005-06

アイントラハト・フランクフルト
- DFBポカール 2017-18